# Королева сердець
«Королева сердець»(дан. Dronningen) — фільм 2019 року спільного виробництва Данії та Швеції режисера Май ель-Тукі, знятий за власним сценарієм, написаним спільно з Марен Луізе Кєене. У головній ролі знялися Тріне Дюргольм і Густав Лінд. Прем'єра фільму відбулась 28 березня 2019 року. Стрічка отримала надзвичайно схвальні відгуки в Данії.
У січні 2019 року відбулася світова прем'єра фільму на кінофестивалі «Санданс», де він брав участь у категорії Світового драматичного кіно. Стрічка також демонструвалася на Роттердамському міжнародному кінофестивалі.

## Сюжет
Анна — успішний данський адвокат, яка працює в суді та надає допомогу жертвам сімейного та сексуального насильства, вона одружена з не менш успішним лікарем-інфекціоністом Петером. Їхнє життя виглядає ідеальним: чудовий будинок, дві доньки-близнючки, які займаються верховою їздою. Проте усе ускладнюється з поверненням проблемного Густава — сина-підлітка від попереднього шлюбу Петера. Його мати після чергового відрахування відправляє зі Швеції жити до батька в Данію, хоча вони практично не спілкувалися. Парубок з досадою сприймає той факт, що йому доводиться жити в родині, де він чужий. Анна намагається налагодити стосунки з непередбачуваним Густавом. Однак її чуйність переростає в інтимні стосунки. Втім, коли з'являється загроза розкриття цього зв'язку жінка йде на все, щоб захистити свою репутацію.

## У ролях
| Актор             | Роль    |
| ----------------- | ------- |
| Тріне Дюргольм    | Анна    |
| Густав Лінд       | Густав  |
| Магнус Креппер    | Петер   |
| Пребен Крістенсен | Ерік    |
| Мадс Вілл         | Карстен |
| Пітер Хор         | Янус    |
| Діем Каміль Гбогу | Луїза   |

## Сприйняття

### Критика
Фільм отримав схвальні відгуки. Критик Кім Скотт з газети «Politiken» заявив, що «„Королева сердець“ залишиться головною роботою у данському кінематографі». Клаус Крістенсен зазначив, що «я навряд чи побачу кращий данський фільм цього року або цього десятиліття». На думку Наталі Остінскі: «стрічка помітно культивує амбівалентність, не втрачаючи при цьому свого складного матеріалу». Павло Воронков схарактеризував стрічку як «потужна психодрама, яка у підсумку обертається по-скандинавськи крижаним трилером». Катрін Горнструп Йде відмітила акторську майстерність Тріне Дюргольм, відзначивши, що вона «найяскравіша акторка нашого часу, бо вона врівноважує гуманне та жахливе». Юлія Шагельман також відзначила роботу головної акторки: «вона робить її героїню достатньо живою жінкою, а не стереотипною злодійкою із трилерів 1990-х». Катрін Соммер Бойсен зазначила, що «Май ель-Тукі твердо дала зрозуміти усі деталі її захоплюючої драми, що є чудовим досвідом і доказом режисерки світового класу». Сусанна Альперіна відзначила роботу режисера та оператора: «прекрасно знімають акторку — виконавицю головної ролі», «в окремих епізодах вона — юна, а в деяких — просто стара — чітко показана кожна зморшка. Її перетворення від ідеалу доброти до втілення зла відбувається таким же чином — видно кожну деталь». На думку Дениса Віленкина стрічка позбавлена «виклику, необхідного нерву та провокації».

### Номінації та нагороди
| Нагороди та номінації фільму «Королева сердець» | Нагороди та номінації фільму «Королева сердець» | Нагороди та номінації фільму «Королева сердець»   | Нагороди та номінації фільму «Королева сердець» | Нагороди та номінації фільму «Королева сердець» | Нагороди та номінації фільму «Королева сердець» |
| Рік                                             | Кінофестиваль/кінопремія                        | Категорія/нагорода                                | Номінант                                        | Результат                                       |                                                 |
| ----------------------------------------------- | ----------------------------------------------- | ------------------------------------------------- | ----------------------------------------------- | ----------------------------------------------- | ----------------------------------------------- |
| 2019                                            | Гетеборзький кінофестиваль                      | Нагорода глядачів: Найкращий скандинавський фільм | Май ель-Тукі                                    | Перемога                                        |                                                 |
| 2019                                            | Гетеборзький кінофестиваль                      | Найкращий скандинавський фільм                    | Май ель-Тукі                                    | Перемога                                        |                                                 |
| 2019                                            | Гетеборзький кінофестиваль                      | Найкраще виконання                                | Тріне Дюргольм                                  | Перемога                                        |                                                 |
| 2019                                            | Міжнародний кінофестиваль у Гонконзі            | Найкращий актор (Міжнародне змагання)             | Густав Лінд                                     | Перемога                                        |                                                 |
| 2019                                            | Міжнародний кінофестиваль у Гонконзі            | «Жар-птиця»                                       | Май ель-Тукі                                    | Номінація                                       |                                                 |
| 2019                                            | Єрусалимський міжнародний кінофестиваль         | Найкращий іноземний фільм                         | Май ель-Тукі                                    | Номінація                                       |                                                 |
| 2019                                            | Одеський міжнародний кінофестиваль              | «Золотий Дюк»                                     | Май ель-Тукі                                    | Номінація                                       |                                                 |
| 2019                                            | Роттердамський міжнародний кінофестиваль        | «Великий екран»                                   | Май ель-Тукі                                    | Номінація                                       |                                                 |
| 2019                                            | «Санденс»                                       | Світовий кінематограф (драма)                     | Май ель-Тукі                                    | Перемога                                        |                                                 |
| 2019                                            | «Санденс»                                       | Гран-прі                                          | Май ель-Тукі                                    | Номінація                                       |                                                 |
| 2019                                            | Трансильванський міжнародний кінофестиваль      | Найкращий режисер                                 | Май ель-Тукі                                    | Перемога                                        |                                                 |
| 2019                                            | Трансильванський міжнародний кінофестиваль      | Найкращий фільм                                   | Май ель-Тукі                                    | Номінація                                       |                                                 |